# Cimetières de tombes médiévales stećci
Les cimetières de tombes médiévales stećci forment un site transfrontalier du patrimoine mondial, réparti sur 4 pays européens : Bosnie-Herzégovine, Croatie, Monténégro et Serbie.

## Généralités
Un stećak (stećci au pluriel) est un type de tombe médiévale monumentale qu'on rencontre dans plusieurs pays de l'ex-Yougoslavie, principalement en Bosnie-Herzégovine : on en dénombre environ 60 000 dans ce pays, et 10 000 en Croatie, Monténégro et Serbie.
Entre avril et mai 2011, la Bosnie-Herzégovine, la Croatie, le Monténégro et la Serbie ajoutent sur leur liste indicative nationale une sélection de stećci. Cette sélection est inscrite au patrimoine mondial en 2016, lors de la 40e session du Comité.
Les cimetières de tombes médiévales stećci sont un site de type culturel, répondant aux critères (iii) et (vi) de l'Unesco. Ils regroupent 28 nécropoles distinctes : 22 en Bosnie-Herzégovine, 2 en Croatie, 3 au Monténégro et 3 en Serbie. Elles totalisent environ 4 000 tombes.

## Liste
| Réf.     | Nécropole                     | Localité     | Pays               | Superficie (ha) | Zone tampon (ha) | Coordonnées                       | Illus. |
| -------- | ----------------------------- | ------------ | ------------------ | --------------- | ---------------- | --------------------------------- | ------ |
| 1504-001 | Radimlja                      | Stolac       | Bosnie-Herzégovine | 1,48            | 51,22            | 43° 05′ 32″ nord, 17° 55′ 27″ est |        |
| 1504-002 | Grčka glavica                 | Konjic       | Bosnie-Herzégovine | 0,26            | 2,34             | 43° 29′ 48″ nord, 18° 07′ 18″ est |        |
| 1504-003 | Kalufi                        | Nevesinje    | Bosnie-Herzégovine | 1,99            | 9,98             | 43° 18′ 48″ nord, 18° 11′ 47″ est |        |
| 1504-004 | Borak                         | Rogatica     | Bosnie-Herzégovine | 3               | 4,6              | 43° 50′ 13″ nord, 18° 53′ 04″ est |        |
| 1504-005 | Maculje                       | Novi Travnik | Bosnie-Herzégovine | 0,6             | 17,23            | 44° 03′ 02″ nord, 17° 40′ 30″ est |        |
| 1504-006 | Dugo polje                    | Jablanica    | Bosnie-Herzégovine | 0,65            | 35,02            | 43° 39′ 48″ nord, 17° 32′ 35″ est |        |
| 1504-007 | Gvozno                        | Kalinovik    | Bosnie-Herzégovine | 0,27            | 7,1              | 43° 33′ 28″ nord, 18° 26′ 18″ est |        |
| 1504-008 | Grebnice                      | Bileća       | Bosnie-Herzégovine | 1,18            | 2,5              | 42° 54′ 17″ nord, 18° 27′ 52″ est |        |
| 1504-009 | Bijača                        | Ljubuški     | Bosnie-Herzégovine | 0,22            | 4,7              | 43° 07′ 45″ nord, 17° 35′ 37″ est |        |
| 1504-010 | Olovci                        | Kladanj      | Bosnie-Herzégovine | 0,06            | 4,32             | 44° 17′ 16″ nord, 18° 38′ 52″ est |        |
| 1504-011 | Mramor                        | Olovo        | Bosnie-Herzégovine | 0,51            | 5,45             | 44° 06′ 26″ nord, 18° 31′ 15″ est |        |
| 1504-012 | Kučarin                       | Goražde      | Bosnie-Herzégovine | 2,38            | 11,86            | 43° 40′ 57″ nord, 18° 45′ 34″ est |        |
| 1504-013 | Boljuni                       | Stolac       | Bosnie-Herzégovine | 1,06            | 1,35             | 43° 01′ 40″ nord, 17° 52′ 29″ est |        |
| 1504-014 | Dolovi                        | Trnovo       | Bosnie-Herzégovine | 22,38           | 31,56            | 43° 39′ 18″ nord, 18° 14′ 13″ est |        |
| 1504-015 | Luburića polje                | Sokolac      | Bosnie-Herzégovine | 3               | 4,6              | 43° 57′ 28″ nord, 18° 50′ 34″ est |        |
| 1504-016 | Potkuk                        | Berkovići    | Bosnie-Herzégovine | 1,06            | 5,1              | 43° 06′ 36″ nord, 18° 07′ 44″ est |        |
| 1504-017 | Bečani                        | Šekovići     | Bosnie-Herzégovine | 0,39            | 2,1              | 44° 19′ 40″ nord, 18° 50′ 42″ est |        |
| 1504-018 | Mramor                        | Foča         | Bosnie-Herzégovine | 2,22            | 2,79             | 43° 23′ 25″ nord, 18° 56′ 35″ est |        |
| 1504-019 | Čengića Bara                  | Kalinovik    | Bosnie-Herzégovine | 0,38            | 1,9              | 43° 25′ 15″ nord, 18° 24′ 07″ est |        |
| 1504-020 | Ravanjska Vrata               | Kupres       | Bosnie-Herzégovine | 1,51            | 21               | 43° 51′ 48″ nord, 17° 18′ 46″ est |        |
| 1504-021 | Velika et Mala Crljivica (hr) | Cista Provo  | Croatie            | 2,06            | 8,02             | 43° 30′ 55″ nord, 16° 55′ 38″ est |        |
| 1504-022 | St. Barbara                   | Konavle      | Croatie            | 0,17            | 9,63             | 42° 32′ 30″ nord, 18° 25′ 21″ est |        |
| 1504-023 | Grčko groblje                 | Žabljak      | Monténégro         | 0,1             | 7,49             | 43° 05′ 41″ nord, 19° 08′ 57″ est |        |
| 1504-024 | Bare Žugića                   | Žabljak      | Monténégro         | 0,42            | 3,01             | 43° 06′ 27″ nord, 19° 10′ 05″ est |        |
| 1504-025 | Grčko groblje                 | Plužine      | Monténégro         | 0,05            | 0,77             | 43° 20′ 30″ nord, 18° 51′ 26″ est |        |
| 1504-026 | Mramorje, Perućac             | Bajina Bašta | Serbie             | 0,55            | 17,85            | 43° 57′ 28″ nord, 19° 25′ 49″ est |        |
| 1504-027 | Mramorje, Rastište            | Bajina Bašta | Serbie             | 0,33            | 23               | 43° 56′ 45″ nord, 19° 21′ 13″ est |        |
| 1504-028 | Grčko groblje                 | Prijepolje   | Serbie             | 0,87            | 24,75            | 43° 17′ 56″ nord, 19° 37′ 28″ est |        |